# هيو نيكول
هيو نيكول (بالإنجليزية: Hugh Nicol)‏ هو لاعب كرة قاعدة أمريكي، ولد في 1858 في Campsie, East Dunbartonshire ‏ في المملكة المتحدة، وتوفي في 27 يونيو 1921 في لافاييت في الولايات المتحدة.

## وصلات خارجية
- هيو نيكول على موقعبيزبول رفرنس.كوم (الدوري الرئيسي) (الإنجليزية)
- هيو نيكول على موقعبيزبول رفرنس.كوم (الدوري الثانوي) (الإنجليزية)
- هيو نيكول على موقع جمعية أبحاث البيسبول الأمريكية (الإنجليزية)
- هيو نيكول على موقع مشجعي الرسوم البيانية (الإنجليزية)